# Воля Лужанска
Во̀ля Лужа̀нска (на полски: Wola Łużańska, [ˈvɔla wuˈʐaɲska]) е село в южна Полша, част от Горлишки окръг на Малополското войводство. Населението му е около 1000 души (2018).
Разположено е 365 метра надморска височина в Малополското възвишение, на 7 километра западно от Горлице и на 90 километра югоизточно от Краков.

## Известни личности
Родени във Воля Лужанска
- Вацлав Потоцки (1621 – 1696), писател